# Kabinett Colombo
Das italienische Kabinett Colombo wurde am 6. August 1970 durch Ministerpräsident Emilio Colombo gebildet und befand sich bis zum 16. Februar 1972 im Amt. Es löste das dritte Kabinett Rumor ab und wurde durch das erste Kabinett Andreotti abgelöst.

## Kabinett

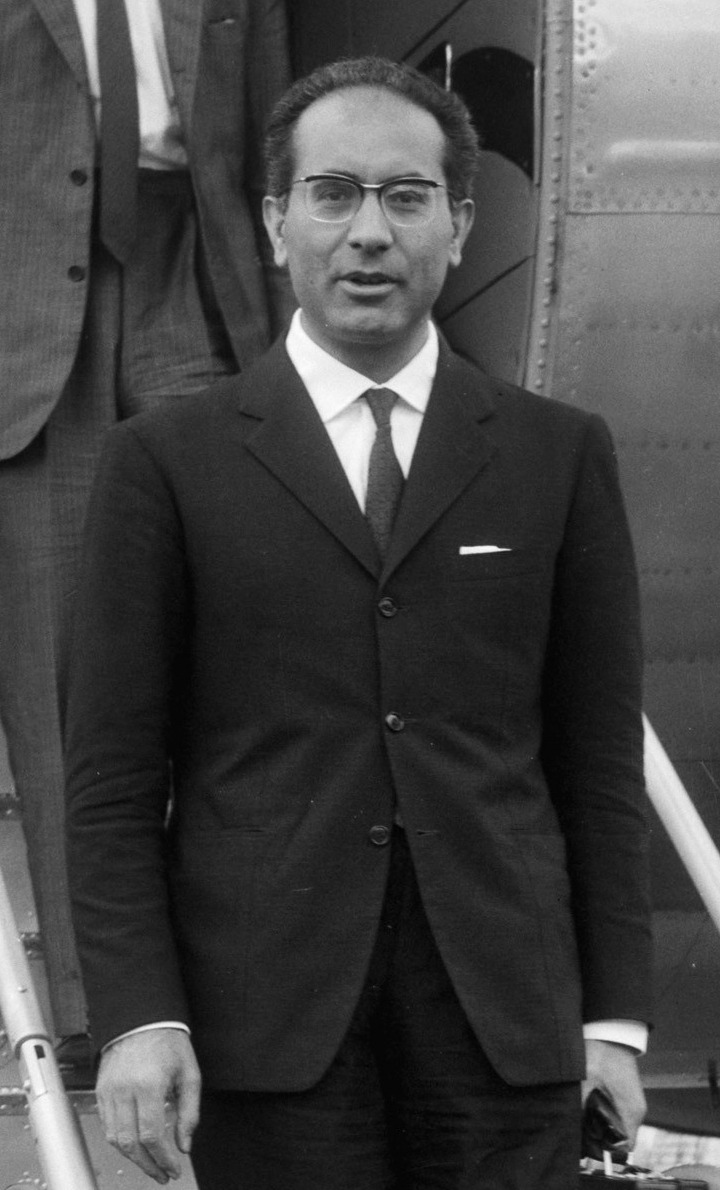
Emilio Colombo 1966

Dem Kabinett gehörten folgende Minister an:
| Amt | Name                                     | Parlamentsmandat        | Anmerkungen |
| --- | ---------------------------------------- | ----------------------- | --- |
| Ministerpräsident | Emilio Colombo                           | Camera dei deputati     | zugleich kommissarischer Justizminister vom 6. März 1971 bis 16. Februar 1972                                                                              |
| Vize-Ministerpräsident                                                                                               | Francesco De Martino                     | Camera dei deputati     | |
| Minister ohne Geschäftsbereich für die Reform der öffentlichen Verwaltung                                            | Remo Gaspari                             | Camera dei deputati     | |
| Minister ohne Geschäftsbereich für die Beziehungen zum Parlament                                                     | Carlo Russo                              | Camera dei deputati     | |
| Minister ohne Geschäftsbereich für Probleme bei der Umsetzung der Regionalisierung                                   | Eugenio Gatto                            | Senato della Repubblica | |
| Minister ohne Geschäftsbereich für politische Sonderaufgaben und Koordination                                        | Giuseppe Lupis                           | Camera dei deputati     | besondere Verantwortung für die Präsidentschaft der UN-Delegation                                                                                          |
| Minister ohne Geschäftsbereich für Sondermaßnahmen in Süditalien und strukturschwachen Gebieten                      | Emilio Paolo Taviani                     | Camera dei deputati     | |
| Minister ohne Geschäftsbereich für die Koordinierung der Initiativen für wissenschaftliche Forschung und Technologie | Camillo Ripamonti                        | Senato della Repubblica | |
| Außenminister | Aldo Moro                                | Camera dei deputati     | |
| Innenminister | Franco Restivo                           | Camera dei deputati     | |
| Justizminister | Oronzo Reale Emilio Colombo              | Camera dei deputati     | Reale: Amtszeit 6. August 1970 bis 5. März 1971 Colombo: kommissarische Amtsführung, Amtszeit 6. März 1971 bis 16. Februar 1972 zugleich Ministerpräsident |
| Minister für den Haushalt und Wirtschaftsplanung                                                                     | Antonio Giolitti                         | Camera dei deputati     | |
| Finanzminister | Luigi Preti                              | Camera dei deputati     | |
| Schatzminister | Mario Ferrari Aggradi                    | Camera dei deputati     | |
| Verteidigungsminister                                                                                                | Mario Tanassi                            | Camera dei deputati     | |
| Minister für öffentlichen Unterricht                                                                                 | Riccardo Misasi                          | Camera dei deputati     | |
| Minister für öffentliche Arbeiten                                                                                    | Salvatore Lauricella                     | Camera dei deputati     | |
| Minister für Landwirtschaft und Forsten                                                                              | Lorenzo Natali                           | Camera dei deputati     | |
| Minister für Verkehr und Zivilluftfahrt                                                                              | Italo Viglianesi                         | Senato della Repubblica | |
| Minister für Post und Telekommunikation                                                                              | Giacinto Bosco                           | Senato della Repubblica | |
| Minister für Industrie, Handel und Handwerk                                                                          | Silvio Gava                              | Senato della Repubblica | |
| Minister für Arbeit und Sozialversicherung                                                                           | Carlo Donat-Cattin                       | Camera dei deputati     | |
| Außenhandelsminister                                                                                                 | Mario Zagari                             | Camera dei deputati     | |
| Minister für die Handelsmarine                                                                                       | Salvatore Mannironi Gioacchino Attaguile | Senato della Repubblica | Mannironi: Amtszeit 6. August 1970 bis 6. April 1971 (im Amt verstorben) Attaguile: Amtszeit 10. April 1971 bis 16. Februar 1972                           |
| Minister für staatliche Beteiligungen                                                                                | Flaminio Piccoli                         | Camera dei deputati     | |
| Gesundheitsminister                                                                                                  | Luigi Mariotti                           | Camera dei deputati     | |
| Minister für Tourismus und Veranstaltungen                                                                           | Matteo Matteotti                         | Camera dei deputati     | |